# Alberto Pigaiani

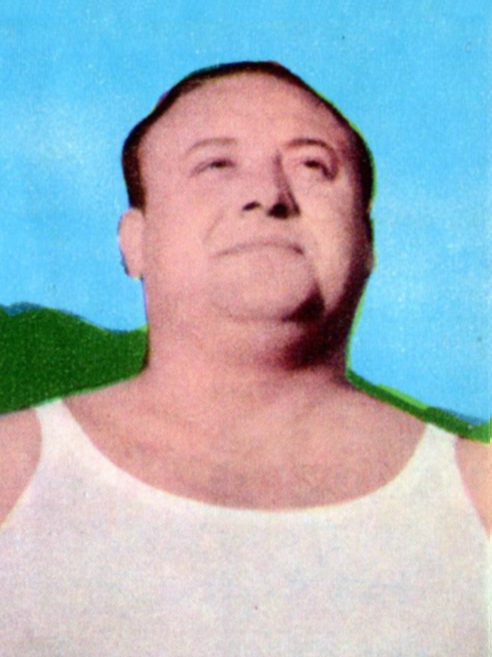
Alberto Pigaiani

Alberto Pigaiani (* 15. Juli 1928 in Mailand; † 15. Juni 2003 ebenda) war ein italienischer Gewichtheber.

## Werdegang
Alberte Pigaiani wuchs in Mailand auf und betätigte sich als Junge mit Fußball, Leichtathletik und Schwimmen. Da er als Jugendlicher groß und kräftig wurde, versuchte er sich Ende der 1940er Jahre mit dem Gewichtheben. Es dauerte aber bis Mitte der 1950er Jahre, bis er durch gute Leistungen auf sich aufmerksam machen konnte. Große Verdienste erwarb sich dabei als Trainer der frühere Weltklasseheber Attilio Bescape. 1956 in Melbourne errang Alberto eine olympische Medaille im Schwergewicht und setzte damit die große Tradition italienischer Schwergewichtsheber fort, die in den 1920er Jahren mit Filippo Bottino und Giuseppe Tonani zwei Olympiasieger hervorgebracht hatten.

## Internationale Erfolge
(OS = Olympische Spiele, WM = Weltmeisterschaft, EM = Europameisterschaft, S = Schwergewicht, damals über 90 kg Körpergewicht)
- 1955, 1. Platz, Mittelmeerspiele in Barcelona, S, mit 422,5 (137.5, 125.0, 160.0) kg, vor Mohamed Gaessa, Ägypten, 395 (125.0, 120.0, 150.0) kg und Raymond Herbaux, Frankreich, 377,5 (122.5, 112.5, 142.5) kg;
- 1955, 8. Platz (5. Platz), WM + EM in München, S, mit 410 kg, Sieger: Paul Anderson, USA, 512,5 kg vor James Bradford, USA, 475 kg;
- 1956, 2. Platz, EM in Helsinki, S, mit 432,5 kg, hinter Alexei Medwedew, UdSSR, 465 kg und vor Franz Hölbl, Österreich, 430 kg;
- 1956, Bronzemedaille, OS in Melbourne, S, mit 450 kg, hinter Anderson, 500 kg und Humberto Selvetti, Argentinien, 500 kg;
- 1957, 3. Platz, WM in Teheran, S, mit 452,5 kg, hinter Medwedew, 500 kg und Selvetti, 485 kg;
- 1958, 4. Platz (2. Platz), WM + EM in Stockholm, S, mit 440 kg, hinter Medwedew, 485 kg, Dave Ashman, USA, 457,5 kg und Firuz Pojhan, Iran, 455 kg;
- 1959, 5. Platz (4. Platz), WM + EM in Warschau, S, mit 445 kg, hinter Juri Wlassow, UdSSR, 500 kg, Bradford, 492,5 kg, Iwan Wesselinow, Bulgarien, 455 kg und Eino Mäkinen, Finnland, 447,5 kg;
- 1960, 3. Platz, EM in Mailand, S, mit 445 kg, hinter Wlassow, 500 kg und Vesselinow, 460 kg;
- 1960, 7. Platz, OS in Rom, S, mit 450 kg, Sieger: Wlassow, 537,5 kg vor Bradford, 512,5 kg.

## Italienische Meisterschaften
Alberto Pigaiani gewann achtmal die italienische Meisterschaft im Schwergewicht.
| Personendaten    | Personendaten              |
| ---------------- | -------------------------- |
| NAME             | Pigaiani, Alberto          |
| KURZBESCHREIBUNG | italienischer Gewichtheber |
| GEBURTSDATUM     | 15. Juli 1928              |
| GEBURTSORT       | Mailand, Italien           |
| STERBEDATUM      | 15. Juni 2003              |
| STERBEORT        | Mailand, Italien           |